# دار الكتاب المقدس المغرب
دار الكتاب المقدس بالمغرب، هي منظمة غير ربحية وغير طائفية، مختصة في ترجمة الكتاب المقدس إلى لغات المغرب المحلية، ونشره، وتوزيعه. وهي جزء من دور الكتاب المقدس المتحدة.

## تاريخ
تاريخ دار الكتاب المقدس بالمغرب هو جزء لا يتجزأ من تاريخ المسيحية في المغرب. بدأ عمل دار الكتاب المقدس بالمغرب في عام 1868، عندما تأسست أول وكالة لدار الكتاب المقدس في البلاد في كل من طنجة وموݣادور (الصويرة). ومنذ انطلاقتها، انكبت دار الكتاب المقدس على ترجمة الكتاب المقدس ونشره بمختلف اللغات المحلية. فيما يلي أبرز أعمال الترجمة والنشر التي قامت بها الدار :
- سنة 1887 تم نشر ترجمة إنجيل متى بالريفية.
- سنة 1890 تم نشر ترجمة إنجيل يوحنا بالريفية.
- سنة 1902 تم نشر ترجمة إنجيل لوقا بالدارجة المغربية.
- سنة 1932 تم نشر ترجمة الإنجيل بأكمله بالدارجة المغربية.
- سنة 1963 تم تم نشر نسخة معدلة من ترجمة سميث وفاندايك العربية للكتاب المقدس، معدة للاستخدام في المغرب والجزائر وتونس، وقد عرفت باسم «ترجمة فيسك».

## الوضع الحالي
في بداية العقد الأخير من القرن العشرين، وبعد توقف دام عدة عقود، استأنفت دار الكتاب المقدس عملها بالمغرب، ولأول مرة في تاريخها استلم مغاربة مسيحيون قيادة الدار. وتوجت بدايتها الجديدة بالمشاركة في مشروع جديد لترجمة الكتاب المقدس بأكمله إلى الدارجة المغربية.
فيما يلي أبرز أعمال الترجمة والنشر الحديثة التي قامت بها الدار:
- سنة 1998 تم نشر ترجمة للإنجيل بتشلحيت قام بها فريق من المترجمين مستقل عن دار الكتاب، وتم نشر طبعة ثانية منها سنة 2010.
- سنة 2002 تم نشر ترجمة إنجيل مرقس وإنجيل لوقا بالدارجة المغربية.
- سنة 2006 تم نشر ترجمة سفر التكوين بالدارجة المغربية.
- سنة 2012 تم نشر ترجمة الإنجيل بالدارجة المغربية.

وتنكب دار الكتاب المقدس المغرب حاليا، على إتمام ترجمة العهد القديم (التوراة، الزبور والأنبياء)، ومن المتوقع أن يتم نشر كل أسفار الكتاب المقدس بالدارجة المغربية مع متم سنة 2017.
ونظرا للمضايقات التي يتعرض لها المسيحيون المغاربة، والمنع الذي يطال الإنتاجات المسيحية من مطبوعات ومنتجات سمعية بصرية خاصة باللغات المحلية المغربية، فقد اتخذت دار الكتاب المقدس من ثغر مدينة سبتة الخاضعة لإسبانيا مقرا لها، وتنشر معظم منتجاتها عبر بوابتها على الإنترنت.

## وصلات خارجية
- الموقع الرسمي لدار الكتاب المقدس المغرب
- موقع دور الكتاب المقدس المتحدة